# 跡部昌忠
跡部 昌忠（あとべ まさただ）は、戦国時代から江戸時代初期にかけての武将。甲斐武田氏、徳川氏の家臣。

## 略歴
天文13年（1544年）、跡部勝忠の長男として生まれる。武田勝頼に仕え、使番12人衆・近習番頭などを歴任した。武田氏滅亡後は徳川家康に仕え、侍大将として同心24名を与えられた。本能寺の変で織田信長が死去し、甲斐国が徳川領になると桜井信忠、石原昌明、小田切茂富と共に徳川四奉行の1人としてその支配に携わり、寺社宛の禁制などに多く名を残している。
慶長11年（1606年）11月12日に死去。享年63。子孫は江戸幕府の旗本として存続した。
なお、武田家中には同姓同名で修理亮を称した別人の跡部昌忠がいる。